# Eupsophus vertebralis
Eupsophus vertebralis Grandison, 1961 è un anfibio anuro della famiglia Alsodidae.

## Distribuzione e habitat
Questa specie si trova nella regione dei laghi in Cile, approssimativamente da 40° a 44° S, e in un'unica località in Argentina (Puerto Blest, provincia di Río Negro). La sua fascia altitudinale è di 50-1.000 m s.l.m.